# Geno Petriashvili
Geno Petriashvili (født 1. april 1994) er en georgisk bryder, der konkurrerer i fristil.
Han repræsenterede Georgien ved sommer-OL 2016 i Rio de Janeiro, hvor han tog bronze i 125 kg.
Under sommer-OL 2020 i Tokyo, som blev afholdt i 2021, vandt han sølv.